# Def Jam South
Def Jam South — підрозділ лейбла Def Jam Recordings. Лейбл зосереджувався переважно на південних виконавцях. Він був найбільш відомий тим, що започаткував кар'єру Лудакріса та його власний імпринт, Disturbing tha Peace. У 2004 році, після підписання контракту з Young Jeezy та надмірного домінування треп-музики в хіп-хопі, підрозділ було згорнуто в Def Jam.

## Історія
Наприкінці 1990-х років основна популярність хіп-хопу перемістилася з хіп-хопу Західного узбережжя та Східного узбережжя до південного хіп-хопу. Співзасновник Def Jam Recordings Расселл Сіммонс хотів отримати вигоду з успіху південного репу. Він залучив Scarface, легенду південного репу та колишнього учасника Geto Boys, щоб стати головою лейблу, і до 1999 року лейбл було засновано. Пізніше того ж року колишній ді-джей з Атланти на ім'я Chris Luva Luva почав читати реп під псевдонімом Ludacris і випустив свій дебютний сольний альбом Incognegro самостійно на власному лейблі Disturbing tha Peace. Scarface прослухав альбом під час відвідування Атланти та уклав угоду про випуск музики Лудакріса та його імпринту DTP через Def Jam. Ludacris став однією з найбільших зірок на південному ринку хіп-хопу та привів підрозділ Def Jam South до великих висот завдяки релізам Back for the First Time (2000), Word of Mouf (2001) та Chicken-N-Beer (2003). Зрештою Scarface випустив лише один альбом під Def Jam South, The Fix, у серпні 2002 року, оскільки незабаром після цього він залишив лейбл і пішов на Rap-A-Lot Records. Після цього Universal Music Group більше не могла дозволити собі фінансувати підрозділ лейблу через триваючу кризу музичного піратства, тому Def Jam South у 2004 році було включено до генеральної групи Def Jam Recordings, оскільки вони перебували в процесі створення підписання контракту з тодішнім новачком Young Jeezy.
Влітку 2005 року Young Jeezy випустив свій дебютний альбом Let's Get It: Thug Motivation 101. Пізніше він стане платиновим і стверджуватиме про так зване «відродження» лейбла. У 2009 році DJ Khaled був призначений президентом Def Jam South. DJ Khaled залишив Def Jam South у 2011 році після того, як його лейбл We the Best Music став частиною Cash Money Records, підрозділу дочірнього лейбла Def Jam Universal Music, Republic Records. Станом на 2022 рік офіційних релізів Def Jam South не було.
Незважаючи на припинення роботи, у профілі лейблу існує офіційний список відтворення Spotify із назвою підрозділу, до якого входять пісні Ludacris, Jeezy та недавніх учасників Def Jam, Fredo Bang і Kaash Paige.

## Колишні артисти
- Big Boi
- DJ Khaled
- Ludacris
- Scarface
- Young Jeezy